# جوردن بف
جوردن بف (بالإنجليزية: Jordan Pugh)‏ هو لاعب كرة قدم أمريكية أمريكي، ولد في 29 يناير 1988 في بلينو في الولايات المتحدة.

## وصلات خارجية
- جوردن بف على موقع مرجع كرة القدم المحترفة.كوم (الإنجليزية)